# قرار مجلس الأمن التابع للأمم المتحدة رقم 464
قرار مجلس الأمن التابع للأمم المتحدة رقم 464، المتخذ بالإجماع في 19 شباط / فبراير 1980، بعد دراسة طلب سانت فنسنت والغرينادين للانضمام إلى الأمم المتحدة، أوصى المجلس الجمعية العامة بقبول سانت فنسنت والغرينادين.